# District Arad (Transsylvanië)

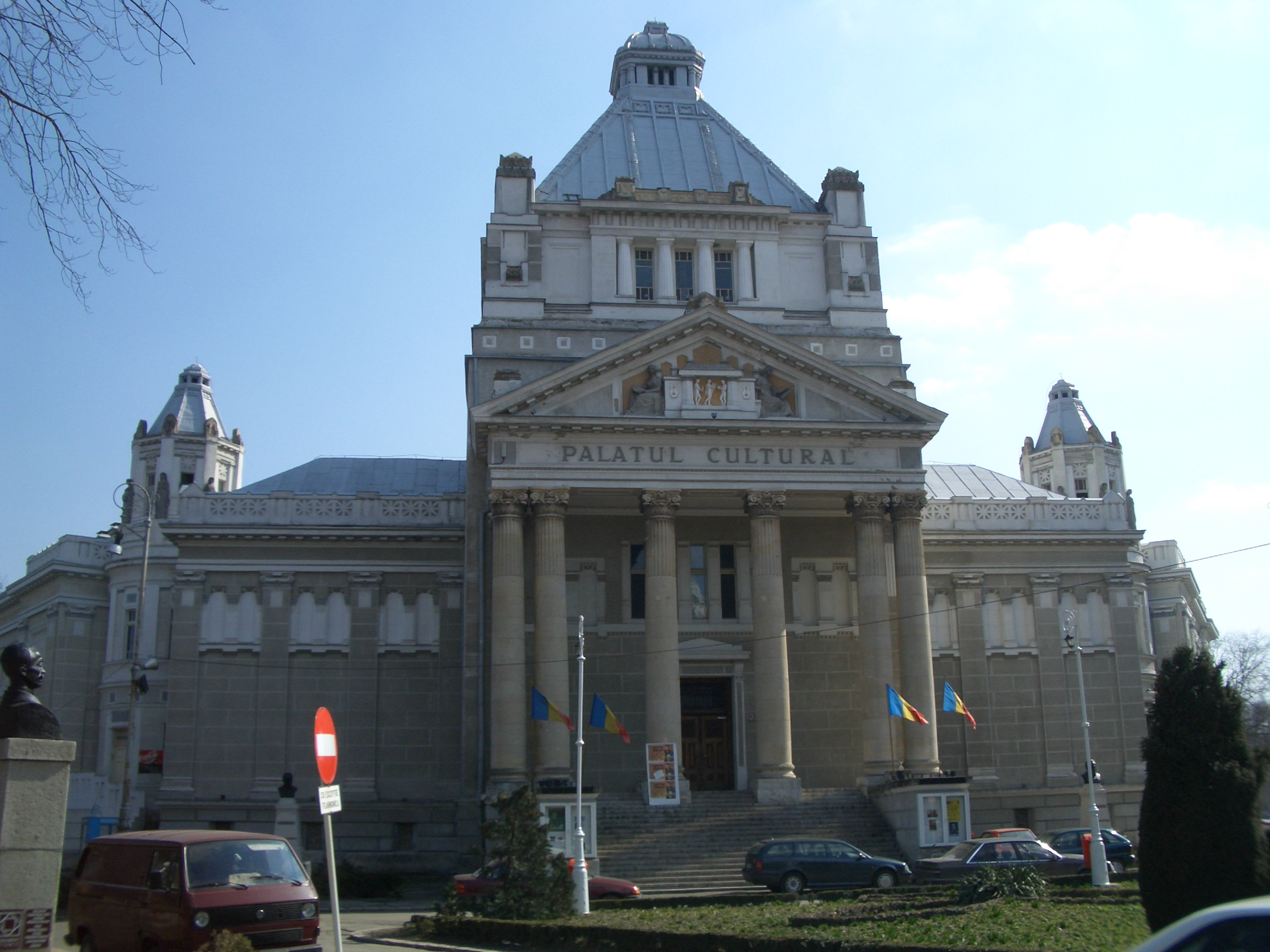
Cultuurpaleis in de hoofdstad Arad

Arad is een Roemeens district (județ) in de historische regio
Transsylvanië, met als hoofdstad
Arad (185.272 inwoners).
De gangbare afkorting voor het district is AR.

## Demografie

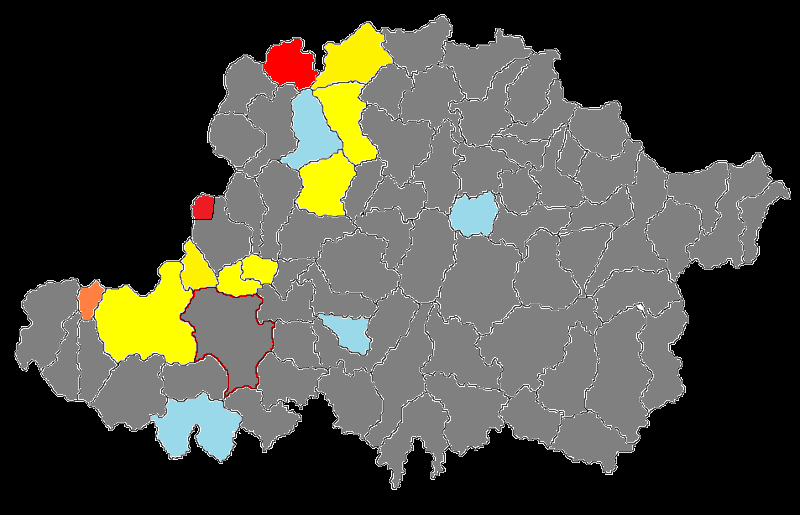
Hongaarse bevolking in Arad. Rood = Aandeel Hongaren boven 80%, Oranje = Hongaarse meerderheid tussen 50 - 79%, Geel = Hongaarse minderheid boven 20%, Blauw = Hongaarse minderheid tussen 10 - 20%, Grijs = Hongaarse minderheid onder de 10%.

In het jaar 2002 had Arad 461.791 inwoners en een bevolkingsdichtheid van 60 inwoners per km². De Hongaarse minderheid bedroeg 10,70%.
Tijdens de volkstelling van 2011 telde Arad 430.629 inwoners.

### Bevolkingsgroepen
- Roemenen 340.670
- Hongaren 36.568
- Roma 16.475
- Oekraïners 1.261
- Duitsers 2.909
- Slowaken 4.462

### Hongaarse gemeenschap
De Hongaarse gemeenschap van Arad bedraagt 36.568 personen. De grootste Hongaarse gemeenschap woont in de stad Arad (15.396 personen). Verder wonen er in de steden Chișineu-Criș, Ineu, Pecica en Pâncota grotere Hongaarse gemeenschappen. Op het platteland zijn er relatief grote Hongaarse gemeenschappen in de gemeenten Dorobanți, Iratoșu, Sintea Mare, Vinga, Zerind en Zimandu Nou.
Een streek met veel Hongaren is gelegen in het noorden van het district, de Körösköz.
Kleine Hongaarse gemeenschappen zijn te vinden in de dorpjes Dezsőháza (gemeente Șilindia), Világos, Galsa (Gemeente Șiria), Németszentpéter (gemeente Secusigiu), Radna, Szederhát (gemeente Pecica, Nagyvarjas (gemeente Iratoșu), Gyulavarsánd (gemeente Pilu), Simánd (Șimand), Csermő (Cermei), Zsigmondháza (nu wijk van de stad Arad) en Rácfertály (wijk van Arad).

## Geografie
Het district heeft een oppervlakte van 7754 km² en komt daarmee op de 4e plaats met grootte van provincies in Roemenië.

## Geschiedenis
Het grootste deel van het huidige district Arad bestond in het verleden uit de Hongaarse comitaten Zaránd en Arad. In 1876 werden deze historische comitaten samengevoegd. Het deel ten zuiden van de rivier de Mureș behoorde tot het comitaat Temes, het meest westelijke deel tot het comitaat Csanád. Met het verdrag van Trianon ging het gebied van Hongarije over naar Roemenië.
Het district Arad bestaat in zijn huidige vorm vanaf 1950.

### Stad en haar omgeving in 1920
Toen het district Arad werd gevormd in 1920 was de hoofdstad en haar omgeving nog grotendeels Hongaars en Duitstalig. 
In de stad Arad woonden 76.008 personen, 41.400 Hongaren, 16.804 Roemenen en 10.089 Duitstaligen. 
In de noordelijke randgemeenten zijn de Hongaren in 1920 in de meerderheid:  
- Pecica (Péecska) (20.208 inwoners, 10.890 Hongaren en 8.168 Roemenen),
- Iratoşu (Kisiratos) (3696 inwoners, 3516 Hongaren en 168 Roemenen),
- Șofronea (Sofronya) (1.922 inwoners, 1375 Hongaren en 532 Roemenen),
- Zimandu Nou (Zimándujfalu) (2394 inwoners, 8 Roemenen en 2333 Hongaren),
- Livada (Fakert (3177 inwoners, 298 Roemenen en  1544 Hongaren)

In de oostelijke en zuidelijke randgemeenten zijn de Schwaben in 1920 in de meerderheid:
- Vladimirescu (Glogowatz) (8792 inwoners, 6034 Duitstaligen, 2596 Roemenen en 141 Hongaren)
- Mureșel (Sigmudshausen), Aradul Nou (Neu-Arad) en Sânnicolau Mic (Kleinsanktnikolaus) zijn drie dorpen die nu de wijken van Arad ten zuiden van de Mures.
- Fântânele (Engelsbrunn) (5973 inwoners, 5639 Duitstaligen, 204 Roemenen en 107 Hongaren)
- Șagu (Sagenthau) (4891 inwoners, 3113 Duitstaligen, 1473 Roemenen en 299 Hongaren)
- Zădăreni (Saderlach) (5201 inwoners, 2274 Roemenen, 1823 Duitstaligen, 1028 Serviërs en 76 Hongaren)

Doordat de bevolking grotendeels Hongaars en Schwabisch is gaat de Roemeense regering aan de slag met een Roemeniseringsbeleid voor de nieuw verworven gebieden. In 1930 zijn er al ruim 13.000 Roemenen uit het Regat (het oude Roemenië van voor 1920) naar de hoofdstad Arad verplaatst, het aantal Hongaren is nog net iets hoger dan het aantal Roemenen in deze volkstelling, het aantal Joden in de stad ligt in 1930 op 7.101. Tot 1941 zouden nog eens 12.000 Roemenen naar de stad verhuizen en worden de Hongaren een minderheid. Na afloop van de Tweede Wereldoorlog komen veel gevluchte Hongaren en Schwaben niet terug. Tijdens de volkstelling van 1956 is de bevolkingssamenstelling verandert: op een totale bevolking van 106.460 vormen de Roemenen met 58.444 personen voor het eerst de meerderheid van de bevolking (55%), De Hongaren zijn nog 31.850 personen sterk (30%) en de Schwaben zijn met 9037 personen een minderheid van 8,5%.
De volkstelling van 1977 is de laatste waarin het aantal Hongaren in de stad Arad boven de 30.000 ligt en het aantal Schwaben boven de 10.000. 
Er zijn dan 171.193 inwoners, 121.815 Roemenen (71%), 34.728 Hongaren (20,3%) en 10.217 Schwaben (6%).

## Aangrenzende districten
- Bihor in het noorden
- Alba in het noordoosten
- Hunedoara in het oosten
- Timiș in het zuiden
- Hongarije in het westen

## Steden
- Arad
- Chișineu-Criș
- Nădlac
- Sebiș
- Ineu
- Lipova
- Pâncota